# Барет Прітімен
Елайджа Барет Прітімен (англ. Elijah Barrett Prettyman; 23 серпня 1891 — 4 серпня 1971) — американський юрист та федеральний окружний суддя Апеляційного суду округу Колумбія.

## Життєпис
Елайджа Барет Прітімен народився 23 серпня 1891 року у Лексінгтоні, Вірджинія, в сім'ї методистського священника Фореста Дж. Прітімена, який також був капеланом Сенату США під час президентства Вудро Вільсона, а також радником Податкової служби США в Нью-Йорку. Барет відвідував Емерсонську приватну школу у Вашингтоні, а також Балтиморський міський коледж.
З 1905 по 1907 рік Прітімен працював кореспондентом та репортером у двох балтиморських газетах: The Baltimore American та The Baltimore Sun. У 1910 році він закінчив Рендольф-Мейкон-Коледж, здобувши ступінь бакалавра мистецтв, а у 1911 у тому самому коледжі здобув ступінь магістра мистецтв. У Рендольф-Мейкон-Коледжі Прітімен був менеджером студентської футбольної команди. У 1915 році він здобув ступінь бакалавра права у Джорджтаунському університеті.
З 1915 і до 1917 року Прітімен займався приватною юридичною практикою у Гоупвеллі, Вірджинія, де працював у юридичній фірмі Potter, Prettyman & Fisher. Крім того, з 1916 до 1917 року Прітімен був редактором гоупвеллської газети Daily Press, а також президентом щотижневого мерілендського видання The Montgomery Independent.
Під час Першої світової війни з 1917 до 1919 Прітімен служив у армії, звільнившись звідти у званні капітана. Хоча він мав звання капітана артилерії, він також служив суддею-адвокатом, де наглядав за сотнями військово-польових судів. З 1919 до 1920 року Прітімен був спеціальним юридичним радником Податкової служби США у Вашингтоні та Нью-Йорку.
У 1921 році він приєднався до юридичної фірми Butler, Pope, Ballard & Loos, працюючи в якій, практикував право в Чикаго, Вашингтоні та Нью-Йорку. У цей час Прітімен привернув до себе загальнонаціональну увагу тим, що був молодшим юридичним радником сенатора від Мічигану Джеймса Казенса у широко висвітлюваній податковій справі: Податкова служба США обвинувачувала Казенса у тому, що той не доплатив податок на доходи у 1919 році. Зрештою, Казенс виграв справу.
З 1931 до 1946 року Прітімен був викладачем податкового права у Джорджтаунському університеті. У 1933 році Прітімена призначили головним юристом Податкової служби США. У 1934 році тодішній Міністр фінансів США Генрі Моргентау звільнив Прітімена та призначив на його посаду майбутнього Генерального прокурора США та суддю Верховного суду США Роберта Джексона. Однак, Сенат затримував схвалення кандидатури Джексона на цю посаду. Ноа Фельдман пише, що головною причиною такої затримки було те, що батько Прітімена був капеланом Сенату, і в сенаторів був «батьківський інтерес» до Прітімена, та їх обурювало звільнення Прітімена. Серед сенаторів, які виступали проти звільнення Прітімена, був Джеймс Казенс, якого Прітімен представляв у податковій справі, а також сенатор від Меріленду Міллард Тайдінґс.
У 1934 році Прітімена призначили корпоративним радником Вашингтону — юристом, який має справу із цивільними позовами проти міської влади. Прітімен пропрацював на цій посаді до 1936 року. На цій посаді Прітімен відзначився своїм юридичним висновком щодо питання навчання або пропагування комунізму вчителями державних шкіл. До нього звернулась Рада з освіти Вашингтону із проханням розтлумачити положення федерального законодавства, відповідно до якого заборонялось виділяти федеральні кошти на виплату зарплатні вчителям, які навчають комунізму чи пропагують його. Прітімен пояснив, що термін «комунізм» вільно використовувався для охоплення всіх форм і теорій суспільної власності на майно, але мав більш конкретне сучасне значення для позначення типу революційного соціалізму, вперше викладеного в Комуністичному маніфесті Маркса і Енгельса в 1847 році, і визнавався різними комуністичними партіями, які існують у більшості країн і об'єднані в Комуністичний Інтернаціонал. Він зазначив, що «пропагувати» означає заступатися за або наполягати на прийнятті комунізму. Щодо навчання, Прітімен написав, що просте інформування про комунізм не дорівнює навчанню комунізму. Він додав, що просте перерахування та вивчення фактичних даних не є навчанням комунізму.
З 1936 до 1945 року Прітімен займався приватною юридичною практикою у Вашингтоні та Гартфорді, Коннектикут. Під час Другої світової війни Прітімен був членом комісії, яка заслуховувала справи осіб, які відмовлялись від військової служби з релігійних чи інших переконань. Крім того, у 1943 році Прітімен став головою юридичного консультативного комітету, створеного при Раді цінового регулювання. Завданням цього комітету було допомагати юристам Ради, а також консультувати голову Ради з питань адекватності юридичного персоналу та бюджету функціям ради. Комітет також мав вивчити юридичні процедури в департаментах ради та запропонувати їхнє спрощення, а також дати рекомендації щодо забезпечення виконання законів та поводження із «чорним ринком».
12 вересня 1945 року президент США Гаррі Трумен номінував Прітімена на посаду судді Апеляційного суду округу Колумбія. 24 вересня 1945 року Сенат США схвалив кандидатуру Прітімена на цю посаду. Поряд із виконанням суддівських обов'язків Прітімен також брав участь у різноманітних урядових проєктах. У 1953-54 роках Прітімен очолював Президентську конференцію з адміністративного процесу. Пізніше він очолив Адміністративну Конференцію США. З 1958 до 1960 року Прітімен був Головою Апеляційного суду округу Колумбія. Звільнивши посаду Голови суду у зв'язку із наближенням обов'язкового пенсійного віку для цієї посади, Прітімен залишався суддею до 1962 року, після чого став старшим суддею — непостійним суддею, який частково вийшов на пенсію.
У 1962 році Прітімен очолив розслідування інциденту збиття американського розвідувального літака над Свердловськом. Метою розслідування було з'ясувати, чи не вийшов пілот Френсіс Гері Пауерс за межі завдання, яке йому поставило Центральне розвідувальне управління. Розслідування виявило, що Пауерс робив усе можливе, щоб виконати свої вказівки та завдання від ЦРУ. Однак воно не змогло остаточно визначити, як був збитий розвідувальний літак.
У 1963 році Прітімен очолив Президентську Консультативну Комісію із зловживання наркотиками, яку також іноді називають Комісією Прітімена. Комісія Прітімена написала звіт, в якому зазначалось, що незаконну торгівлю наркотиками слід атакувати з усією силою федерального уряду, і зробити ціну участі у такій торгівлі недопустимою. Крім того, Комісія зазначила, що особи, що зловживають наркотиками, мають бути реабілітовані, а особи, що вживають наркотики та порушують закон шляхом купівлі та продажу невеликих доз, мають нести відповідальність згідно із законом, однак метою такої відповідальності має бути реабілітація, а не покарання.
Прітімен помер 4 серпня 1971 року у своєму домі у Вашингтоні у віці 79 років.

## Діяльність на посаді судді Апеляційного суду округу Колумбія
Будучи суддею Апеляційного суду округу Колумбія, Прітімен написав багато важливих думок від імені більшості. Однією зі справ, в якій він написав важливу думку від імені більшості, була справа «Комуністична партія США проти Ради контролю підривної діяльності» (англ. Communist Party of US v. Subversive Act. Con. Bd), в якій постало питання конституційності Закону про контроль над підривною діяльністю 1950 року, який зобов'язував комуністичні організації реєструватись у Міністерстві юстиції США. Суд постановив, що положення Закону були конституційними. У думці від більшості Прітімен зазначив, що антипатія до домінування чи контролю з боку іноземного уряду або навіть до втручання з боку іноземного уряду є фундаментальною політикою США. Далі він зауважив, що самозбереження є високою прерогативою будь-якого суверенітету. Прітімен додав, що право на вільне вираження поглядів припиняється тоді, коли воно завдає шкоди уряду. Він згадав критерій «чіткою та наявної небезпеки»: коли небезпека для уряду є очевидною та присутньою, право на необмежені висловлювання поступається місцем. Прітімен зазначив, що критерій «чіткості» небезпеки не обмежується погрозами, а включає в себе те, що є не спекулятивним, а реальним, не уявним, а реальним. Далі він розглянув діяльність комуністичного руху та дійшов висновку, що така діяльність становить явну й реальну небезпеку, яка виправдовує ситуацію, коли свобода слова поступається місцем вимогам державної безпеки. Прітімен написав, що основна теорія комунізму, згідно з якою всі нині існуючі націоналістичні уряди будуть замінені бездержавною всесвітньою організацією під диктатурою пролетаріату, домінуванням комуністів однієї світової держави з усіма її активами, послідовністю національних капітуляцій перед силами цієї групи та проголошені наміри її керівників щодо решти світу є історичними фактами, які не підлягають обговоренню. Пізніше конституційність Закону про контроль над підривною діяльністю була підтверджена Верховним судом США.

## Номінації і нагороди
У 1946 році Джорджтаунський університет присвоїв Прітімену почесний ступінь доктора права. У 1961 році Прітімен отримав почесний ступінь доктора права від двох коледжів: Рендольф-Мейкон-Коледжу та Юридичного коледжу імені Вільяма Мітчела.

## Особисте життя
У 1915 році Прітімен одружився із Люсі Гілл. У них було двоє дітей: Елайджа Барет Прітімен-молодший, який був помічником суддів Верховного суду Роберта Джексона, Фелікса Франкфуртера та Джона Гарлана та згодом став відомим юристом, та Елізабет Кортні Прітімен, яка працювала у ЦРУ. Барет Прітімен-молодший розповідав, що коли він був помічником у Верховному суді США, його сестра — працівницею ЦРУ, а батько — федеральним суддею, за обіднім столом встановлювалась тиша, натякаючи, що через свої посади, вони мало що могли обговорювати з робочих моментів. І його мати казала: «Ну, якщо ви не можете говорити ні про що інше, передайте мені сіль».

## Вшанування пам'яті
У 1997 році на честь Прітімена названо вашингтонську будівлю, в якій розташовуються суди округу Колумбія.